# Intercereal
Intercereal Ialomița este o companie agricolă din România.
Intercereal este a șasea companie din România după suprafața cultivată, având 11.300 de hectare de teren agricol în exploatare.
Acționarul majoritar este Asigurarea Româneasca - ASIROM, unul dintre acționarii minoritari fiind Angela Toncescu, președintele Comisiei de Supraveghere a Asigurărilor (CSA).
Cifra de afaceri în 2008: 15,5 milioane euro